# Gian Gaspare Napolitano
Gian Gaspare Napolitano (Palermo, 30 de abril de 1907 –Palermo, 5 de enero de 1966) fue un periodista, guionista y director de cine italiano.
Durante la década de los 20, escribía en la revista literaria "900", Cahiers d'Italie et d'Europe. Dirigió diez películas entre 1935 y 1956. Fue miembro del jurado del festival Internacional de Cine de Venecia en 1951, 1953 y 1961.
Durante la Segunda Guerra Mundial, ejerció de oficial de enlace con Black Watch, y en 1945 escribió la novela "In guerra con gli scozzesi" basada en sus experiencias.
Su película Magia verde ganó el Oso de Plata en el Festival Internacional de Cine de Berlín de 1953 y fue nominada a la Palma de Oro de festival de Cannes.

## Filmografía
- Passaporto rosso, dirigida por Guido Brignone (1935)
- Sentinelle di bronzo, dirigida por Romolo Marcellini (1937)
- Ho perduto mio marito, dirigida por Enrico Guazzoni (1937)
- I pirati del golfo, dirigida por Romolo Marcellini (1940)
- L'uomo della legione, dirigida por Romolo Marcellini (1940)
- Il cavaliere di Kruja, dirigida por Carlo Campogalliani (1940)
- Giarabub, dirigida por Goffredo Alessandrini (1942)
- Una lettera dall'Africa, documental (1951)
- Noi cannibali, dirigida por Antonio Leonviola (1953)
- Magia verde (1953)[4]
- Cuando suena el tam-tam (Tam tam Mayumbe) (1955)[5]
- Guerra y paz, dirigida por King Vidor (1956)

## Obras
- Gian Gaspare Napolitano, "Il venditore di fumo", commedia teatrale, Edizioni Sabinae, Roma, 2008.
- Gian Gaspare Napolitano, "Una missione fra i Seris", Edizioni Sabinae, Roma, 2009.

## Premios y distinciones
Festival Internacional de Cine de Cannes
| Año  | Categoría                             | Película    | Resultado |
| ---- | ------------------------------------- | ----------- | --------- |
| 1953 | Premio a la mejor exploración fílmica | Magia verde | Ganador   |

Festival Internacional de Cine de Berlín
| Año  | Categoría    | Película    | Resultado |
| ---- | ------------ | ----------- | --------- |
| 1953 | Oso de Plata | Magia verde | Ganador   |